# Пріорка (зупинний пункт)
Пріо́рка (до 2024 — Вишгородська) — пасажирський зупинний пункт Київського залізничного вузла Південно-Західної залізниці. Розташований на Північному напівкільці — залізничній лінії, що сполучає станції Святошин та Дарниця через станцію Почайна. Платформа розташована між зупинними пунктами Куренівка та Сирець, між Старозабарським і Вишгородським залізничними шляхопроводами.

## Історія
Виник у 1958 році, електрифіковано — у 1968 році. З 4 жовтня 2011 року — одна з зупинок міської електрички.
Вихід з платформи сходами до вулиць Резервної, Вишгородської, Автозаводської, Семена Скляренка та Добрининської. Біля платформи розташована зупинка трамвайних маршрутів № 11, 12, 16, 17, 19, тролейбусних маршрутів № 6, 18, 25, 28, 33. Поруч розташовано так званий «Пташиний ринок».
До недоліків платформи треба віднести те, що вона знаходиться на високому насипу (приблизно 80 сходинок), тому до неї важко добиратися.
19 червня 2019 року завершили реконструкцію, внаслідок якої облаштували підходи, під'їзди, пандус і мостовий перехід; укріпили схил; встановили ліфт для маломобільних осіб, інформаційні табло зі шрифтом брайля та плитку для осіб із поганим зором..
При цьому, до ремонту був ряд зауважень
18 січня 2024 року рішенням Київської міської ради змінена назва платформи з «Вишгородська» на «Пріорка».

## Зображення

Панорама платформи

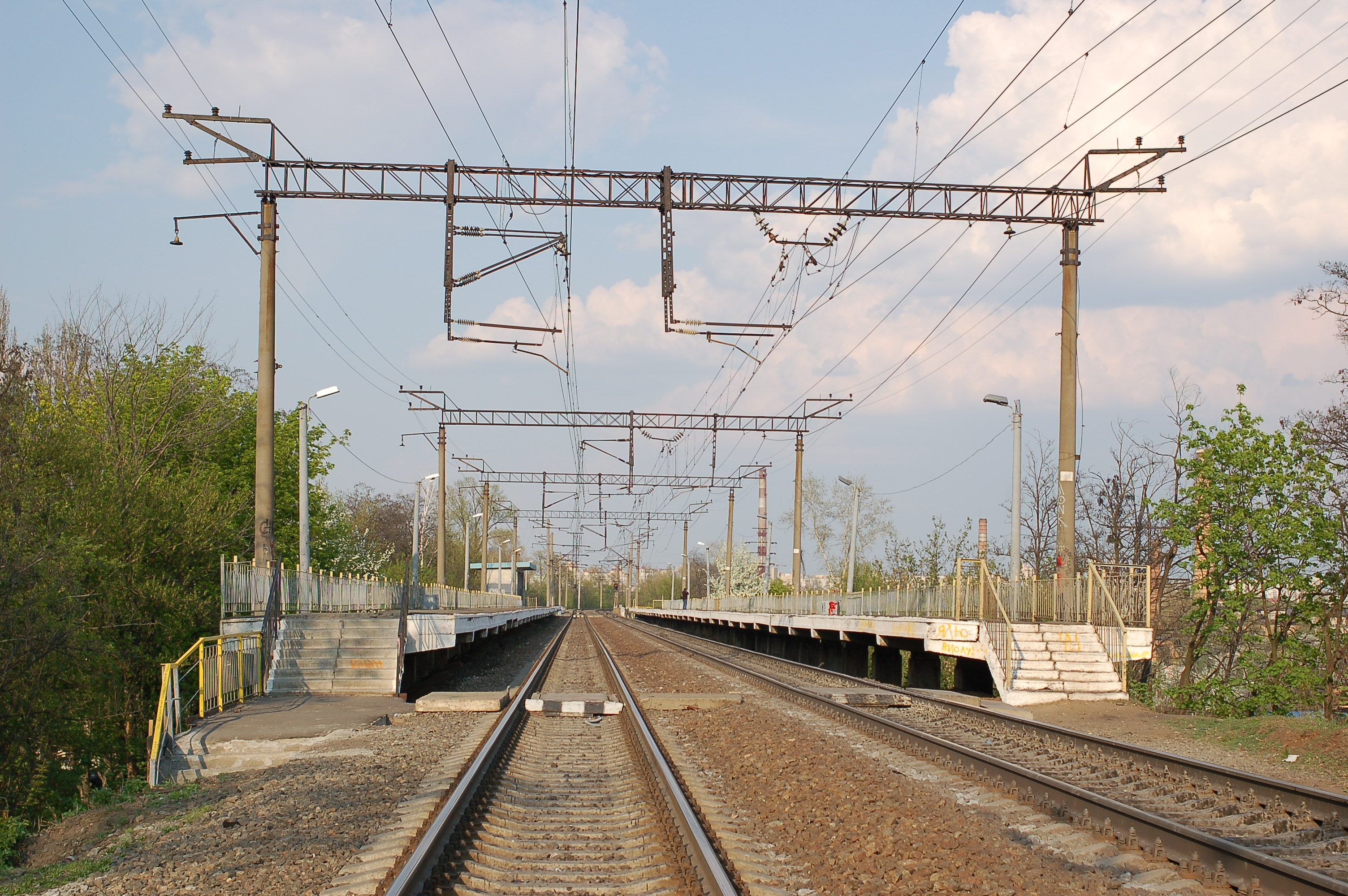
З боку платформи Сирець
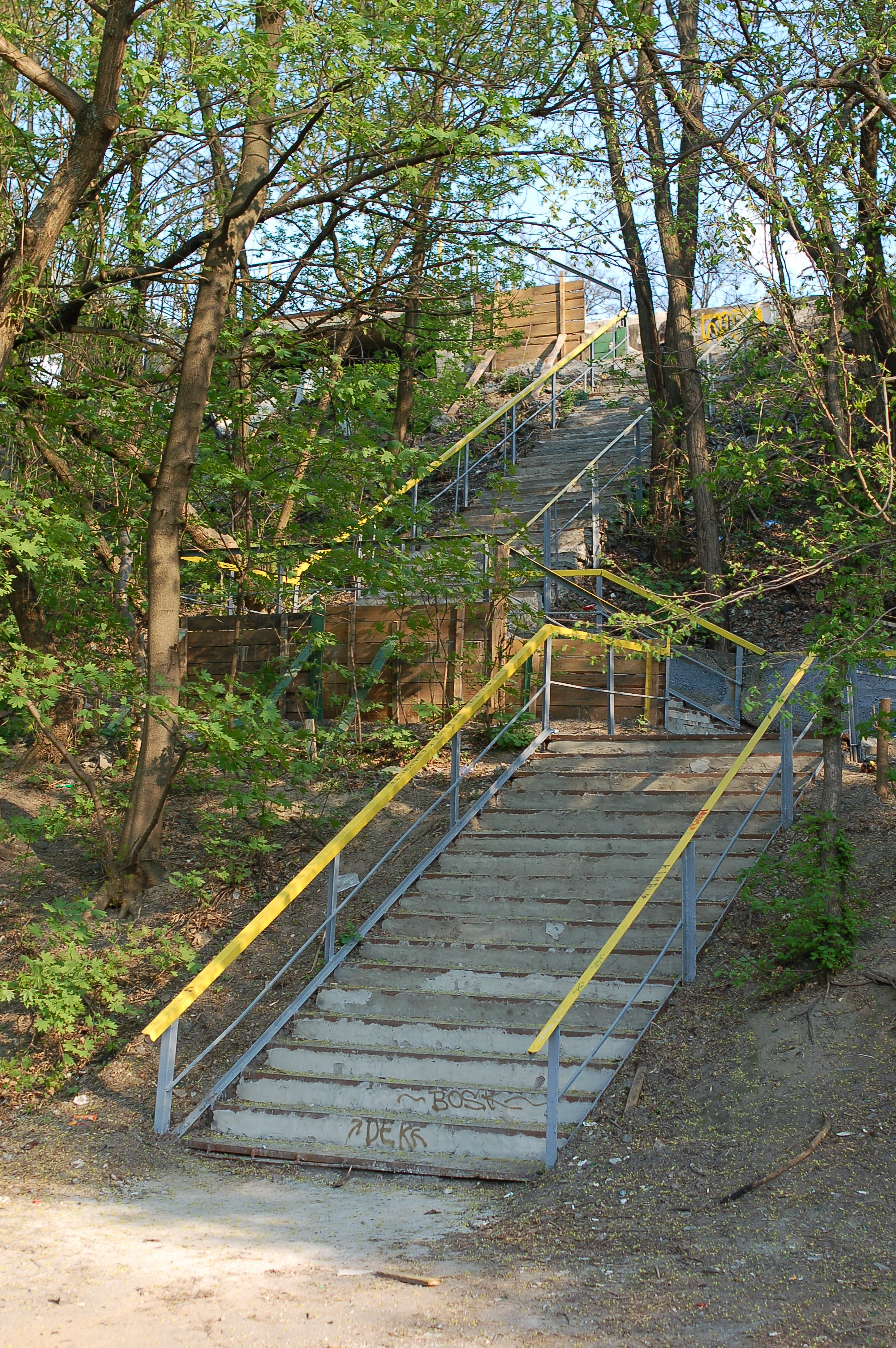
Сходи з Резервної вулиці до платформи (до 2019)